# Lößnitz (Großlage)
Radebeuler Lößnitz (Aussprache [løːsnɪt͡s]) bezeichnet eine Großlage im deutschen Weinbaugebiet Sachsen in der gleichnamigen Landschaft Lößnitz. Sie gehört zur Stadt Radebeul und liegt im Bereich Meißen direkt an der Sächsischen Weinstraße sowie am Sächsischen Weinwanderweg. Die Weinberge sind von etwa 50 Kilometer Weinwanderwegen durchzogen.
Die die Landschaft prägenden Steillagen aus Syenitverwitterungsböden mit ihren trockengesetzten Syenit-Weinbergsmauern sind nicht nur als Landschaftsschutzgebiet Lößnitz ausgewiesen, sondern auch insgesamt als Denkmalschutzgebiet Historische Weinberglandschaft Radebeul geschützt. Diese Weinberglandschaft der Lößnitz wird durch das Lößnitzlied von Herbert Schweiniger verewigt. Die über die gesetzlich festgelegten Rebflächen definierte Großlage Lößnitz macht etwa 3,3 % der Flächen der als Lößnitz bekannten Landschaft aus.
Der Wein in der Lößnitz wird von acht Weinbaubetrieben angebaut. Dazu zählen das ehemals Kurfürstlich-Sächsische, heute städtische Weingut Hoflößnitz im Stadtteil Oberlößnitz, das Sächsische Staatsweingut auf Schloss Wackerbarth im Stadtteil Niederlößnitz, sowie die über 200 gemeinschaftlich organisierten Nebenerwerbs- und Privatwinzer der Lößnitz. Die Steillagenwinzer gliedern sich in die Weinbau-Gemeinschaft Zitzschewig, die Weinbau-Gemeinschaft Niederlößnitz sowie den Weinbau-Verein Oberlößnitz.

Das Wappen Radebeuls zeigt im oberen Teil eine grüne Weintraube mit Laub

## Klima und Geologie

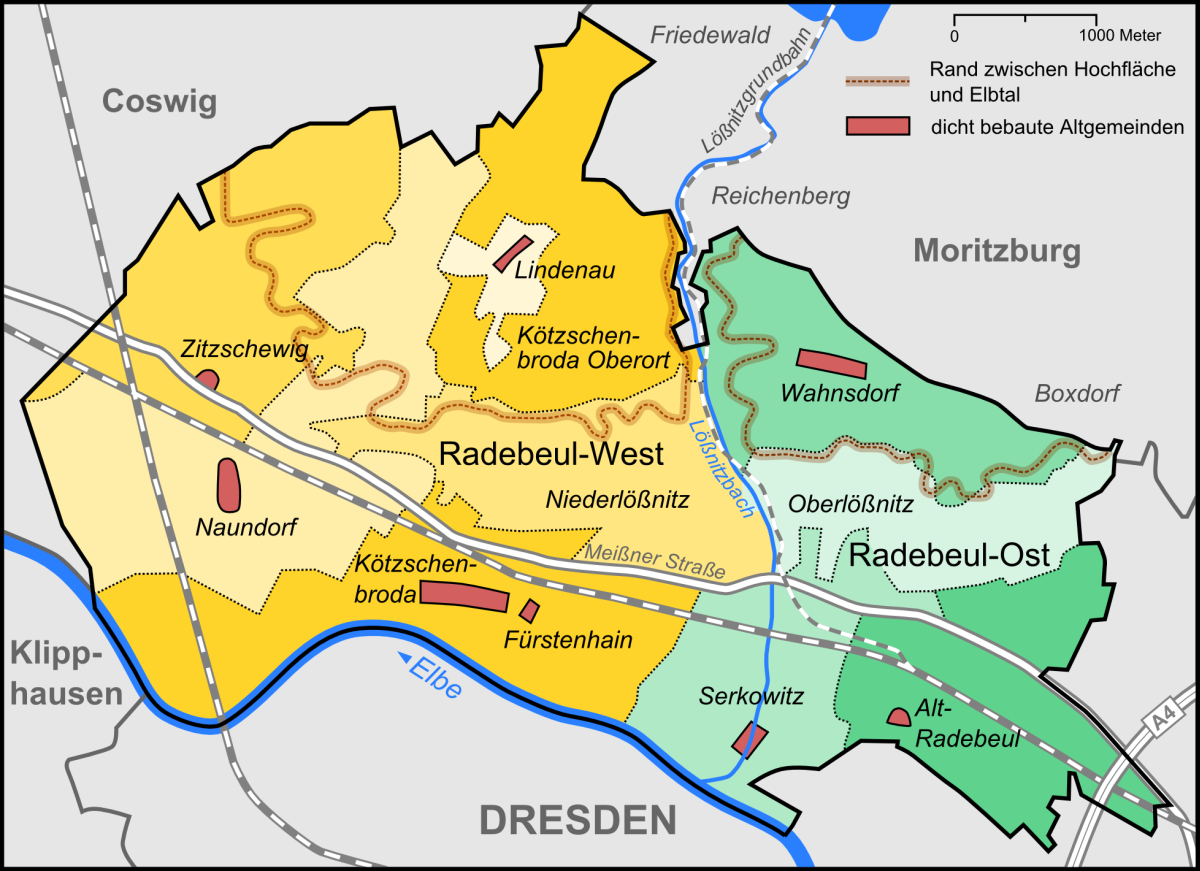
Ursprungsgemeinden Radebeuls und heutige Stadtteile, braun eingezeichnet die Hangkante mit den Steillagen nach Süden

Die Lößnitz liegt im Elbtal im Norden der Elbe und profitiert damit vom mildernden Einfluss dieses Flusses. Aufgrund der klimatischen Bedingungen auf der Südseite des Steilanstiegs des Elbhangs ist in Radebeul Edelobst- und Weinanbau möglich. Die jährliche Durchschnittstemperatur liegt bei 9,2 °C. Die durchschnittliche jährliche Sonnenscheindauer, gemessen am Klimadiagramm der ehemaligen Wetterwarte Wahnsdorf, liegt mit 1634 Stunden über dem bundesdeutschen Schnitt von 1541 Stunden.
Da Radebeul im Elbtal das mildeste Klima von Sachsen hat, wird es auch Sächsisches Nizza genannt, zurückgehend auf einen Ausspruch des sächsischen Königs Johann um 1860.
Die Lößnitz steigt von der Elbaue über die Elbterrasse bis zum Steilanstieg des Elbhangs, der als Teil der Lausitzer Verwerfung aus Syenitverwitterungsböden besteht und in die Hochfläche der Lausitzer Platte übergeht. Sie wird durch mehrere Kerbtäler zerschnitten, von denen der Lößnitzgrund mit dem Lößnitzbach dauerhaft Wasser führt, während die anderen Täler, der Fiedlergrund, der Kroatengrund und der Rietzschkegrund durch sogenanntes Verlorenes Wasser gebildet werden, das nach Erreichen des wasserdurchlässigen Sandbodens der Elbterrassen versickert und wieder ins Grundwasser übergeht.
Wegen der Steilheit vieler Lagen oberhalb der Elbmittelterrasse mit ihren 30 % bis maximal über 100 % Steigung ist die Bodenschicht aus Verwitterungsprodukten des Unterbodens recht dünn. Die Reben müssen deshalb häufig im Terrassenbau mit Trockenmauern angebaut werden.

## Rebsorten
Während der sächsische Anbau im Mittelalter hauptsächlich vom Gemischten Satz geprägt war, dominiert seit Anfang des 17. Jahrhunderts der sortenreine Anbau („nach württemberger Art“). Hauptsächlich verbreitet sind Müller-Thurgau, Riesling, Weißburgunder, Ruländer, Traminer, Kerner, Spätburgunder und Scheurebe. Der Goldriesling wird in Deutschland lediglich in Sachsen angebaut.
| \| \| Angebaute weiße und rote Rebsorten (Hauptsorten fett dargestellt) \| | \| \| Angebaute weiße und rote Rebsorten (Hauptsorten fett dargestellt) \| | \| \| Angebaute weiße und rote Rebsorten (Hauptsorten fett dargestellt) \| | \| \| Angebaute weiße und rote Rebsorten (Hauptsorten fett dargestellt) \| |
| -------------------------------------------------------------------------- | -------------------------------------------------------------------------- | -------------------------------------------------------------------------- | -------------------------------------------------------------------------- |
| - Bacchus - Elbling - Gewürztraminer (Traminer) - Goldriesling             | - Grauburgunder (Ruländer) - Gutedel - Kerner - Morio-Muskat               | - Müller-Thurgau (Rivaner) - Riesling - Scheurebe                          | - Silvaner - Solaris - Weißer Burgunder                                    |
| - Domina - Dornfelder                                                      | - Frühburgunder - Lemberger                                                | - Portugieser - Regent                                                     | - Spätburgunder - Zweigelt                                                 |
|                                                                            | Angebaute weiße und rote Rebsorten (Hauptsorten fett dargestellt)          |                                                                            |                                                                            |

Der unterhalb des Zechsteins in Zitzschewig entlangführende Zechsteinweg ist der Lehrpfad des sächsischen Weinbaus. Hier werden alle im oberen Elbtal angebauten Rebsorten mit kurz gefasster Charakteristik und ihren jeweiligen Anbauansprüchen präsentiert. Am 15. Juni 2008 fand dort die 1. Internationale Weltmeisterschaft im Weinkorkenweitwurf statt, die unter anderem vom Winzer des Meinholdschen Weinguts veranstaltet wurde.

## Lagen und Weinberge

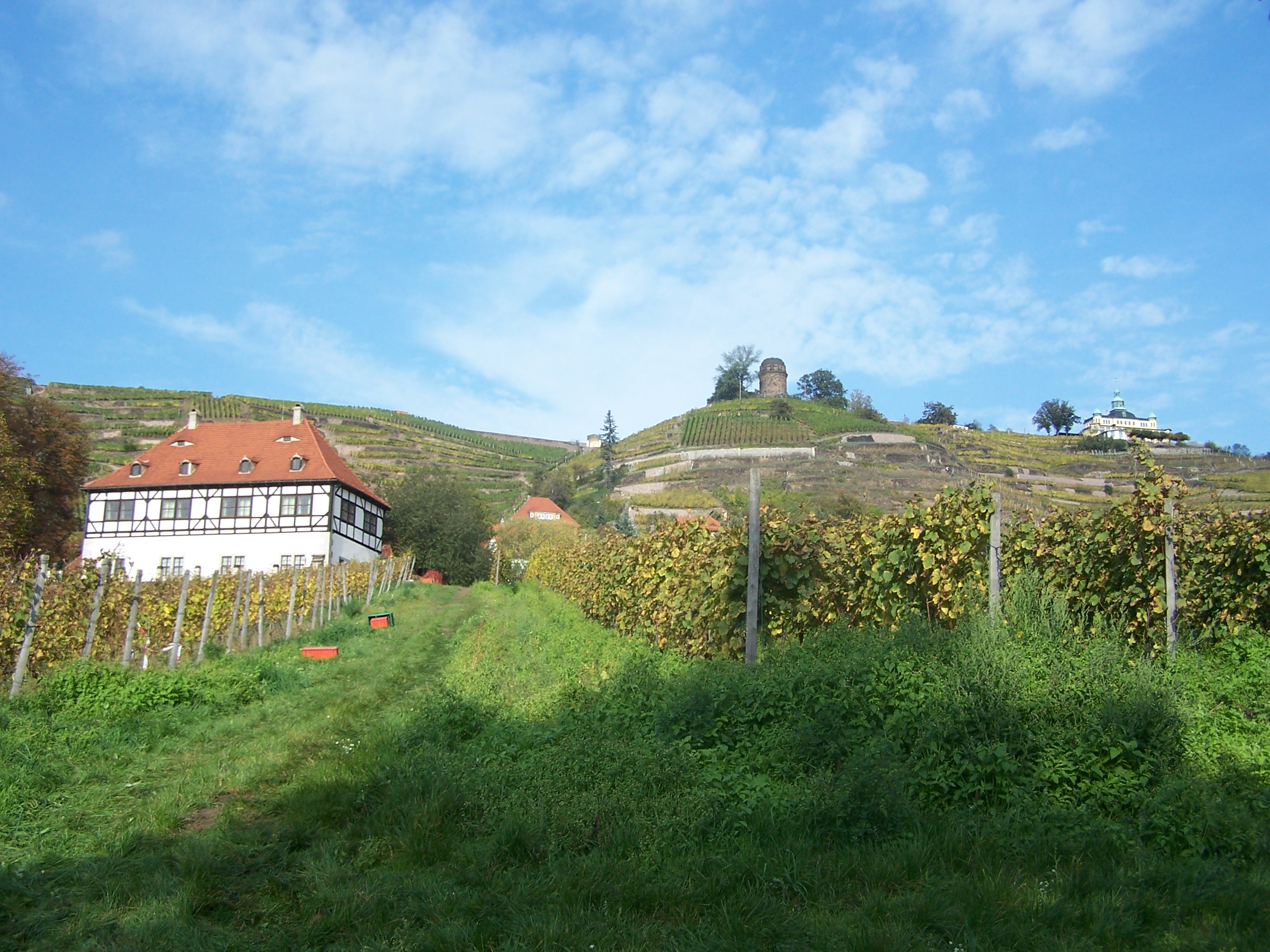
Hoflößnitz mit der Lage Goldener Wagen sowie Bismarckturm und Spitzhaus

Die drei Lagen der Lößnitz tragen alle die Ortsbezeichnung Radebeul. Von den insgesamt etwa 85 ha Rebfläche (circa ein Fünftel der sächsischen Anbaufläche) liegen 30 ha in Steillagen von über 30 %, maximal werden 47 Grad Steigung (über 100 %) erreicht. Diese Steillagen machen etwa die Hälfte aller sächsischen Steillagen aus. Seit dem 13. Jahrhundert sind in der Lößnitz rund 450, zum Teil historische, Weinbergsnamen überliefert.

### Goldener Wagen
Die Lage Radebeuler Goldener Wagen befindet sich in Oberlößnitz und erstreckt sich von der östlichen Stadtgrenze bis zum Lößnitzbach. Sie umfasst ca. 31 ha.
Zu den zusammen etwa 11 ha Steillagen gehören die folgenden Weinberge:
- Goldener Wagen
- Spitzhaus
- Hermannsberg
- Ravensberg
- Albrechtsberg

### Steinrücken

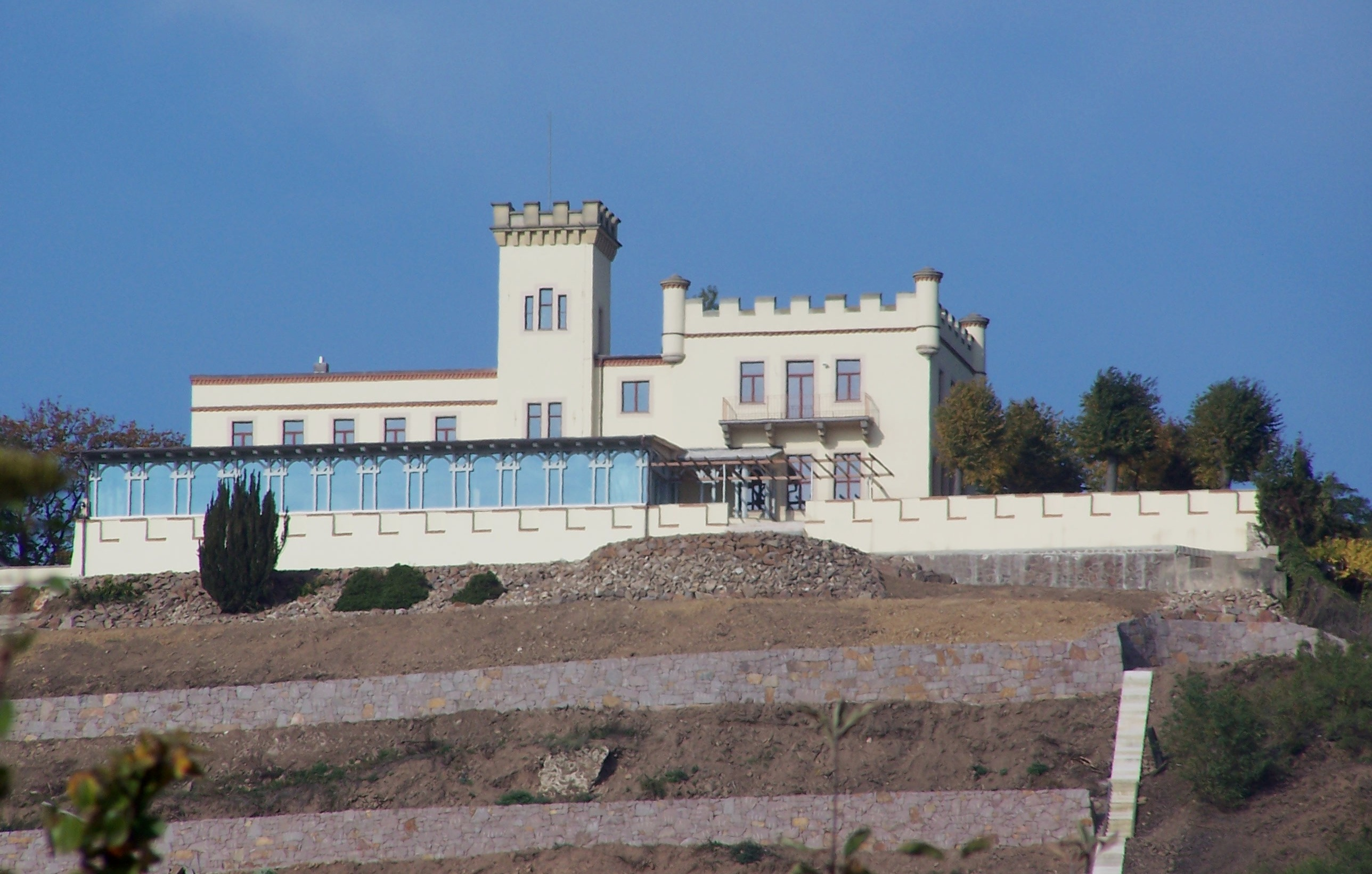
Friedensburg mit Trockenmauersanierung und anschließender Neuaufrebung (2008) im Steinrücken

Der Radebeuler Steinrücken befindet sich in Niederlößnitz. Er reicht vom Lößnitzbach nach Westen bis zur Moritzburger Straße, der Verbindung vom Anger von Kötzschenbroda an Lindenau vorbei nach Friedewald. Er umfasst ungefähr 23 ha.
Zu den insgesamt circa 12,6 ha Steillagen gehören die folgenden Weinberge:
- Bussardberg
- Steinrücken
- Friedensburg
- Gemssteig
- Minckwitzscher Weinberg
- Terrassenberg
- Auf den Bergen (auch: Paradies)

### Johannisberg

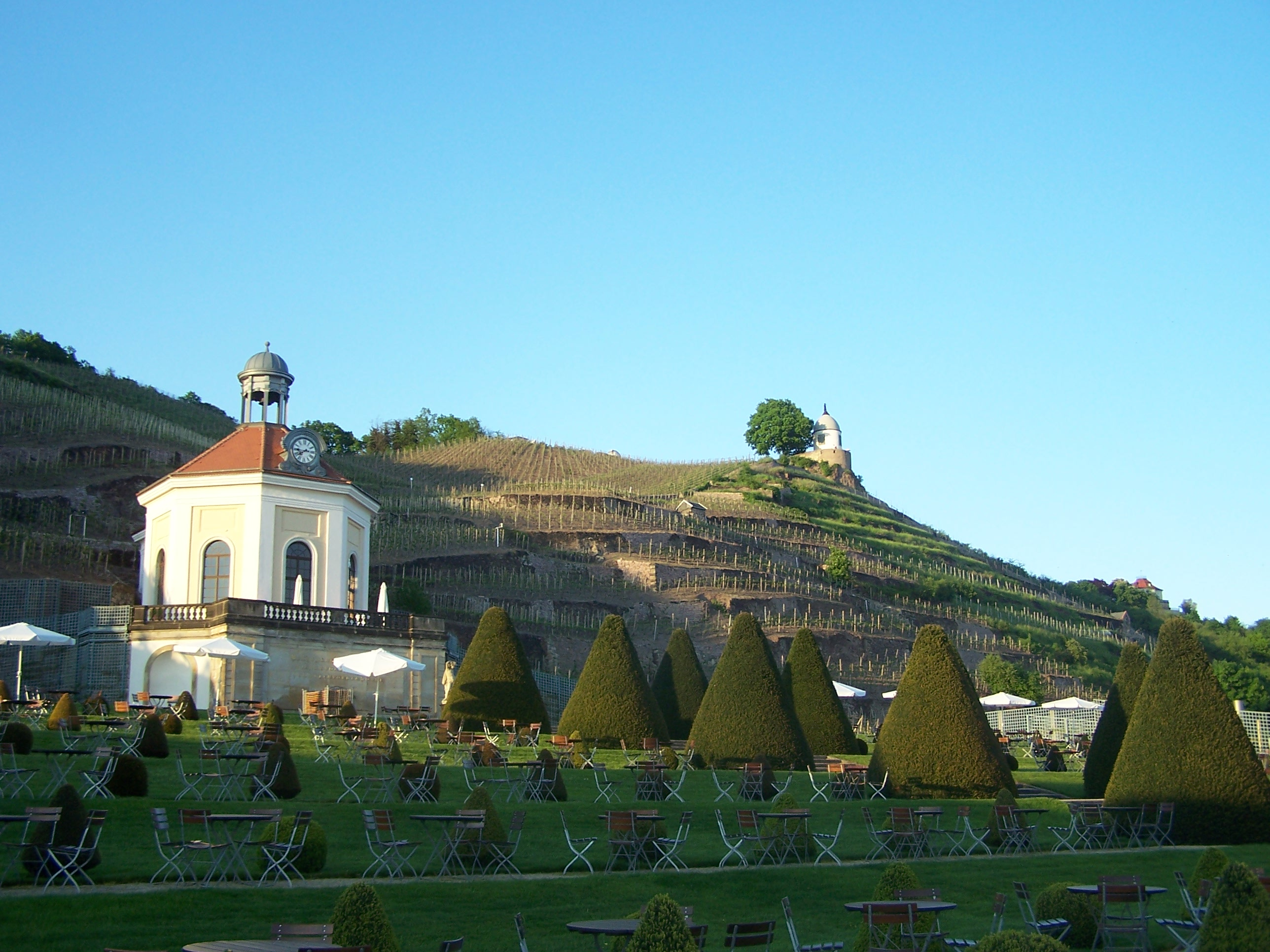
Park von Schloss Wackerbarth mit Belvedere in der Lage Johannisberg (historischer Weinberg Fliegenwedel), oberhalb der Jacobstein

Die Lage Radebeuler Johannisberg befindet sich in Niederlößnitz, Naundorf und Zitzschewig. Sie reicht von der Moritzburger Straße westwärts bis über die Stadtgrenze hinaus. Sie umfasst etwa 31 ha.
Zu den zusammen circa 6,7 ha Steillagen gehören die folgenden Weinberge:
- Talkenberg
- Paulsberg
- Krapenberg
- Zechstein
- Wettinshöhe
- Wackerbarth
- Jacobstein

Der der Lage den namengebende Weinberg Johannisberg ist eher flachgeneigt.

## Besonderheiten

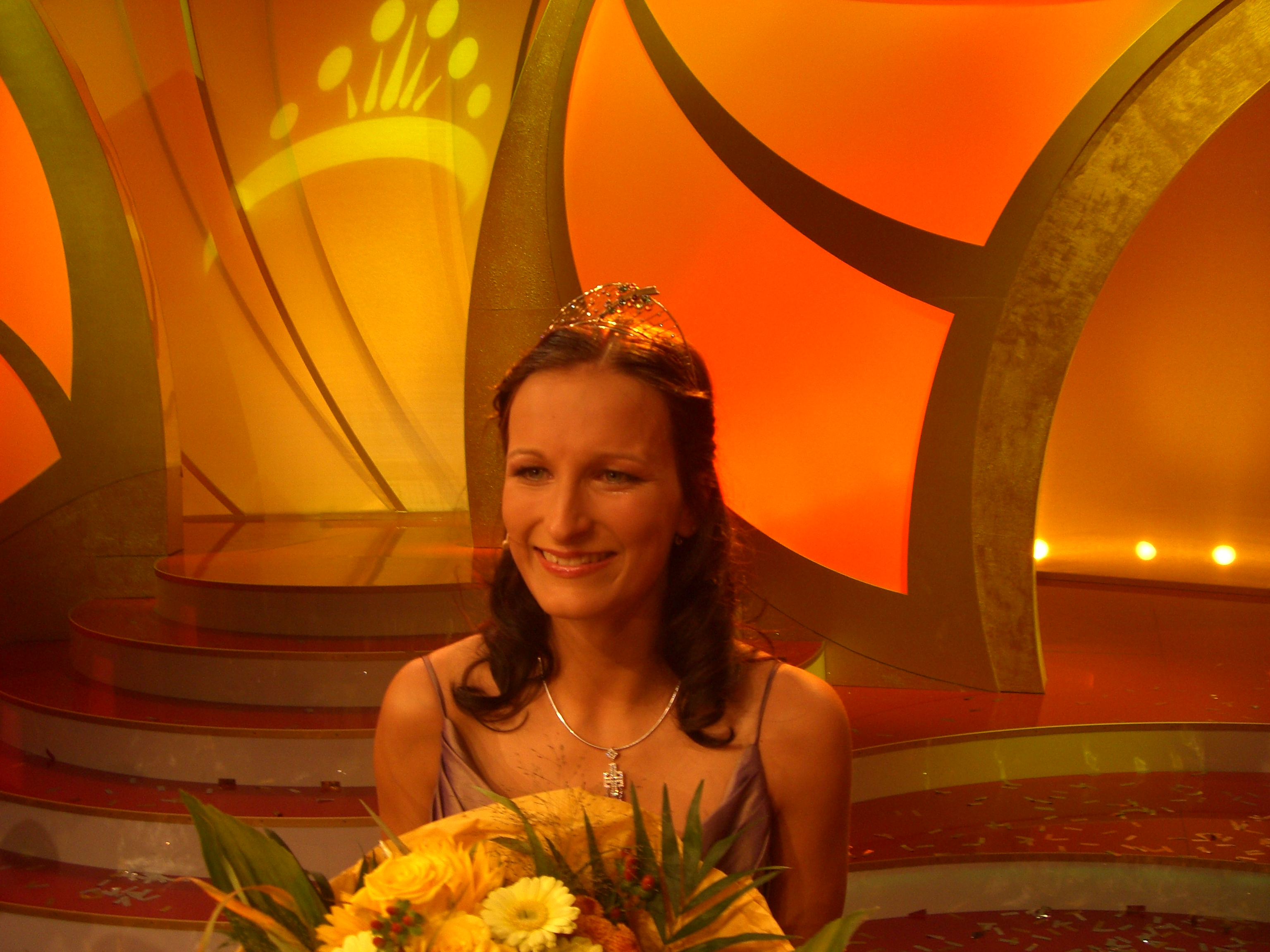
Deutsche Weinkönigin 2007/2008: Evelyn Schmidt

Als Besonderheiten dieser Landschaft finden sich der Kötzschber und der Schieler. Kötzschber war über Jahrhunderte die Bezeichnung für Wein aus Kötzschenbroda, aus seinem Kötzschbergischen Weingebirge. Er wird von Martin Luther 1520 in einem Brief an den Meißner Bischof für seine Güte gelobt. Da die Weinbauflur heute hauptsächlich zu Niederlößnitz gehört, bot den Kötzschber lange Jahre nur noch das Weinhaus Förster aus Kötzschenbroda Oberort oberhalb der Steillagen des Radebeuler Steinrücken als Weißwein, Rotwein und Rotling an. Schieler ist eine alte sächsische Bezeichnung für den aus weißen und roten Trauben gekelterten Wein aus einem Weinbau mit einem gemischten Satz. Es finden sich zwei Erklärungsversuche: Die sächsische Aussprache für (Fürsten-)Schüler wird vermutet, da sich diese nur diesen preiswerten Wein als Zechwein leisten konnten im Gegensatz zu den Prädikatsweinen der Herren. Und als Zweites die Eigenschaft, dass der Wein im Glas schillert. In Württemberg heißt dieser Wein auch Schillerwein.
Jedes Jahr findet in der Regel am letzten Septemberwochenende das Herbst- und Weinfest auf dem Anger von Altkötzschenbroda statt. In der Saison 2007/08 kam die Deutsche Weinkönigin, Evelyn Schmidt, aus der Lößnitz, sie arbeitete bis Dezember 2008 auf Schloss Wackerbarth. Die Sächsische Weinkönigin 2002/2003 und Deutsche Weinprinzessin 2003/2004, Antje Wiedemann, kommt aus der Lößnitz (Weingut Drei Herren, Weinberg Hermannsberg).

## Geschichte

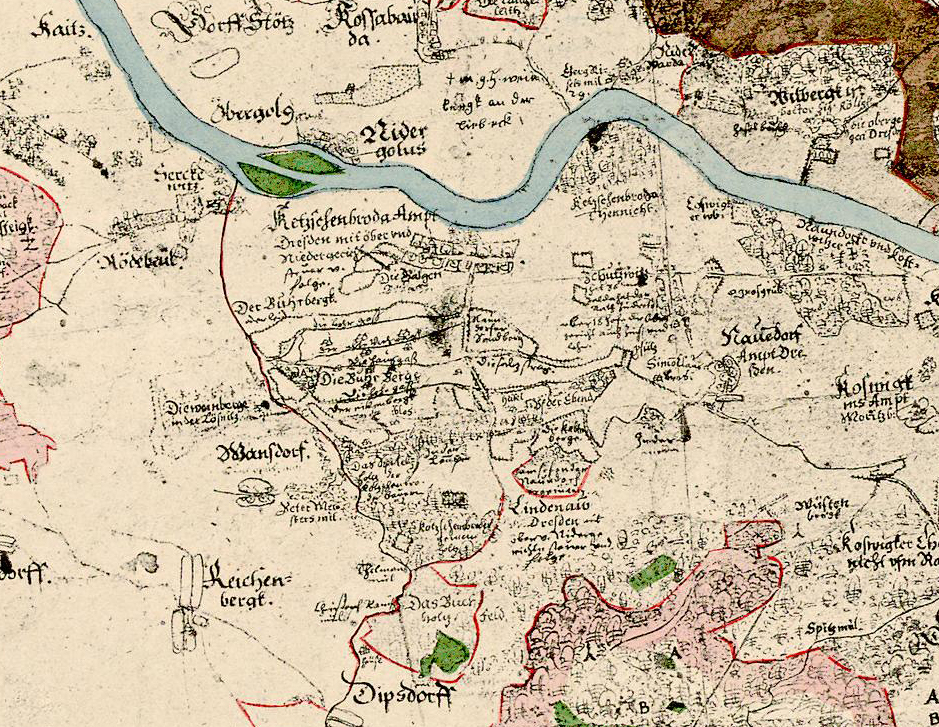
Oeder, Tafel IX, Ausschnitt Lößnitz (Achtung: Süden ist hier oben!)

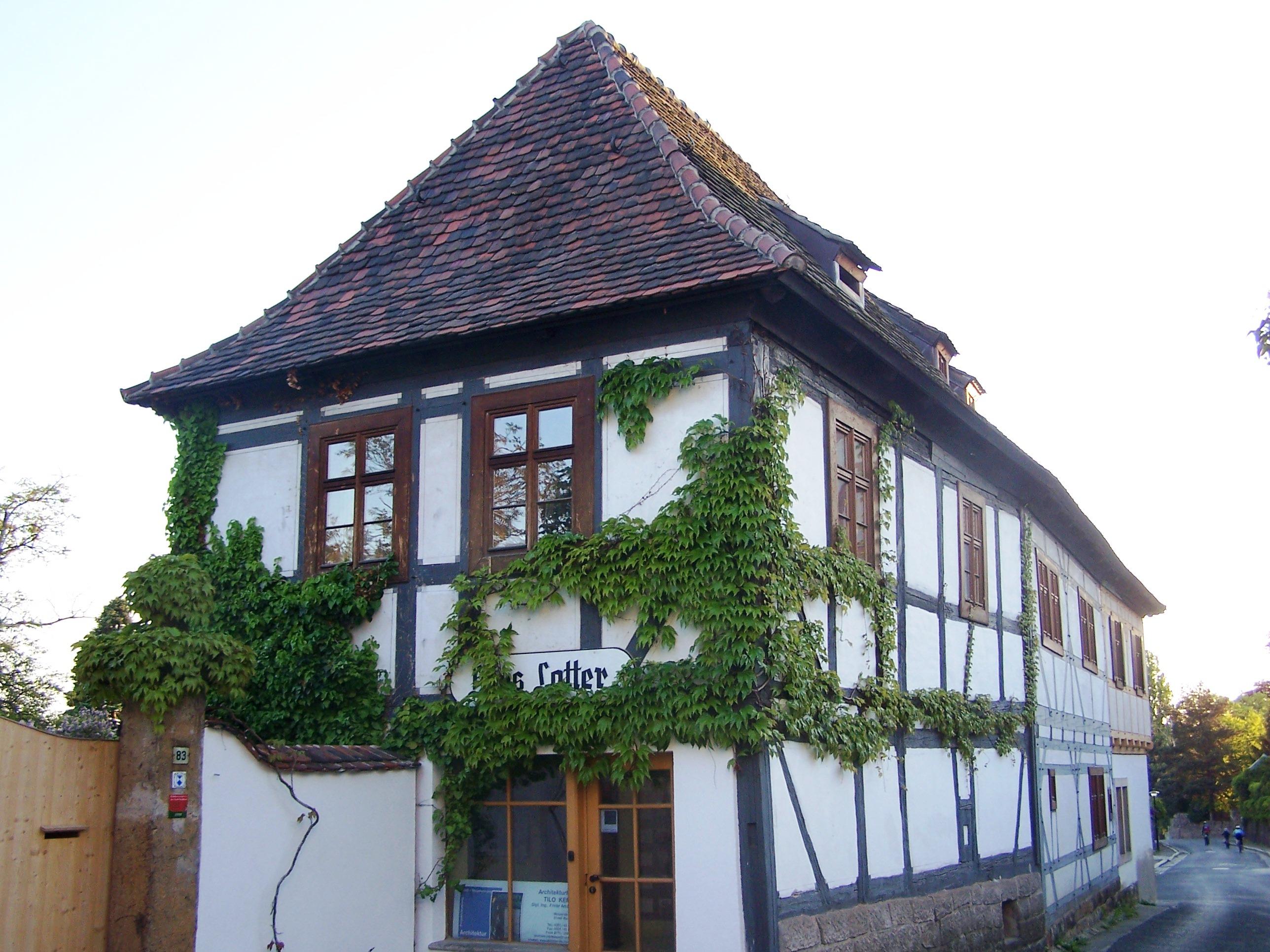
Haus Lotter

Die nördlich des Angers von Kötzschenbroda liegende und zu Kötzschenbroda gehörende Flur wurde bereits 1271 als Kötzschbergisches Weingebirge erwähnt, als Dietrich von Zlauschwitz dem Kloster Sitzenroda 12 Fuder Wein lieferte. Teile dieser Flur mit ihren vereinzelten, separat dem Amt Dresden unterstehenden Herren- oder Eigentümerbergen wurden mit der Gemeindegründung im Jahre 1839 zur Landgemeinde Niederlößnitz. Im selben Jahr war bereits um die Hoflößnitz herum die Gemeinde Oberlößnitz gegründet worden.
Die erste schriftliche Erwähnung des Lezenitzberges (Lößnitz) findet sich in einer Urkunde, in der der Meißner Bischof Withego I. das Dresdner Maternihospital mit diesem oberhalb von Haus Reinhardtsberg gelegenen Weinberg belehnte.
1373 ließ der Meißner Bischof Konrad II. von Kirchberg-Wallhausen auf dem Zitzschewiger Bischofsberg (Hohenhaus) eine Weinpresse mit Weinkeller (Bischofspresse) errichten, die bis zur Säkularisation 1539 ebenso wie der Weinberg im Besitz der Bischöfe verblieb. Es handelt sich damit um eines der ältesten in der Lößnitz nachweisbaren Anwesen.
1401 übernahm während der Dohnaischen Fehde der Markgraf von Meißen, Wilhelm I. der Einäugige, von den Burggrafen von Dohna das Presshaus und umliegendes Gelände der Hoflößnitz. Damit konzentrierten die Wettiner den Weinbau der Umgebung für fast fünf Jahrhunderte auf dieses Hofgut. Nach der Reformation übernahmen die Wettiner weiteren umfangreichen Weinbergsbesitz von der Kirche und den Klöstern. Aus 15 Weinbergen im Jahr 1547 wurden bis zum Jahr 1630 allein in der Lößnitz 23 Weinberge, die sich im Besitz der Wettiner befanden.
Als überregionale Wegeverbindung auf der hochwassersicheren Heidesandterrasse am Fuß des Steilhangs kartierten Matthias Oeder und Balthasar Zimmermann in der 1586 begonnenen Ersten Kursächsischen Landesaufnahme einen Wegezug, der heute in Radebeul der Straßenführung Winzerstraße/Augustusweg entspricht. Dort fanden sich über 20 Gebäude, die mit dem Weinbau in Zusammenhang standen. In der ersten Kursächsischen Landesaufnahme finden sich unter anderem bereits Haus Breitig und Haus Lotter. Die Lößnitz findet auf der Karte ihre Erwähnung als „Die weinberge in der Lösnitz“.

Weinsymbole in ehemaligen Ortssiegeln der Lößnitz
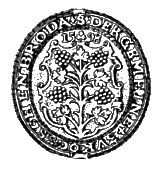
Weinstock im Siegel von Kötzschenbroda (1598)
Weintraube im Siegel von Kötzschenbroda mit Fürstenhain (um 1850)
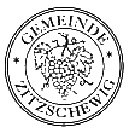
Weintraube im Siegel von Zitzschewig (um 1850)
Weintraube im Siegel von Serkowitz (um 1850)
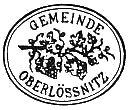
Weintraube im Siegel von Oberlößnitz (um 1850)

### Erstes Weinbau-Regelwerk

Johann Paul Knohll: Klein Vinicultur-Büchlein

Kurfürst Christian I. erließ am 23. April 1588 ein erstes Weinbau-Regelwerk, die Weingebürgsordnung. Anfang des 17. Jahrhunderts wurden Württemberger Weinbau-Fachleute an die Elbe geholt, um Anbaumethoden „nach Württemberger Art“ einzuführen, so zum Beispiel die Terrassierung der Steillagen durch Trockenmauern 1616 durch den Winzer Jacob Löffler. Der Hoflößnitzer Weinbergsschreiber Johann Paul Knohll schrieb 1667 mit seinem Werk Klein Vinicultur-Büchlein, einem Auftragswerk des Kurfürsten, einen Kommentar zur Weingebürgsordnung, der bis in das 19. Jahrhundert ein Standardwerk sächsischer Winzerei war.
Da der Weinanbau bis in die Niederungen der Elbe betrieben wurde und dort sogar die Nahrungsmittelproduktion verdrängt hatte, erließ 1684 Kurfürst Johann Georg III. das Verbot weiteren Weinanbaus in der Niederung durch sein Edikt „Wo der Pflug gehen kann, soll kein Weinstock stehen“.
1717 erwähnte Christian Gerber die Hoflößnitz:

„Die Lößnitz ist ein gewisser Strich, da lauter hohe Gebirge seyn, die köstlichen Wein tragen, und weil die Churfürstlichen Berge auch allda liegen, wird diese Gegend genennet die Hoffe-Lößnitz. Und dieser Lößnitzwein ist auch der beste im gantzen Land, der in guten Wein-Jahren dem Franken-Wein vorzuziehen, dem Rhein-Wein aber gleich zu achten ist.“

Durch ihren späteren Direktor, den kurfürstlichen Oberlandweinmeister und Besitzer des Paulsbergs in Zitzschewig, Johann Martin Fleischmann, sowie den späteren Bergverwalter der Hoflößnitz, Johann Gottlob Cadner, wurde 1739 in Meißen die Sächsische Weinbaugesellschaft als erste deutsche Weinbaugesellschaft gegründet. Diese von etwa 60 Weinbergsbesitzern getragene Gesellschaft richtete 1810 bei Zaschendorf eine Winzerschule ein. Als eine der ersten Schulen dieser Art in Europa 1840 veranstaltete diese das Winzerfest in der Lößnitz, einen der Vorgänger des heutigen Herbst- und Weinfestes auf dem Anger von Kötzschenbroda.
1822 gründeten die Besitzer der Herren- oder Eigentümerberge auf dem Gebiet des späteren Oberlößnitz, die dem Amt Dresden unterstanden, den Kommunalverband der Weinbergsbesitzer, um für die auf ihren Anwesen wohnenden Menschen gewisse kommunale Aufgaben zur Verfügung stellen zu können, wie sie in den umliegenden Landgemeinden auch üblich waren. 1832 folgten 75 Gutsbesitzer auf dem Gebiet des späteren Niederlößnitz, die den Niederlößnitzer Weinbergverein gründeten.
1839 kam es aufgrund der Sächsischen Landgemeindeordnung von 1838 zur Gründung der beiden Lößnitzgemeinden Oberlößnitz und Niederlößnitz, dieses auf einem Teil der Kötzschenbrodaer Flur. Aber auch die Nachbargemeinden Zitzschewig und Serkowitz hatten ihren Anteil am Weinanbau, wie die Siegel aus dieser Zeit zeigen.

### Rückgang des Weinanbaus und Reblauskatastrophe

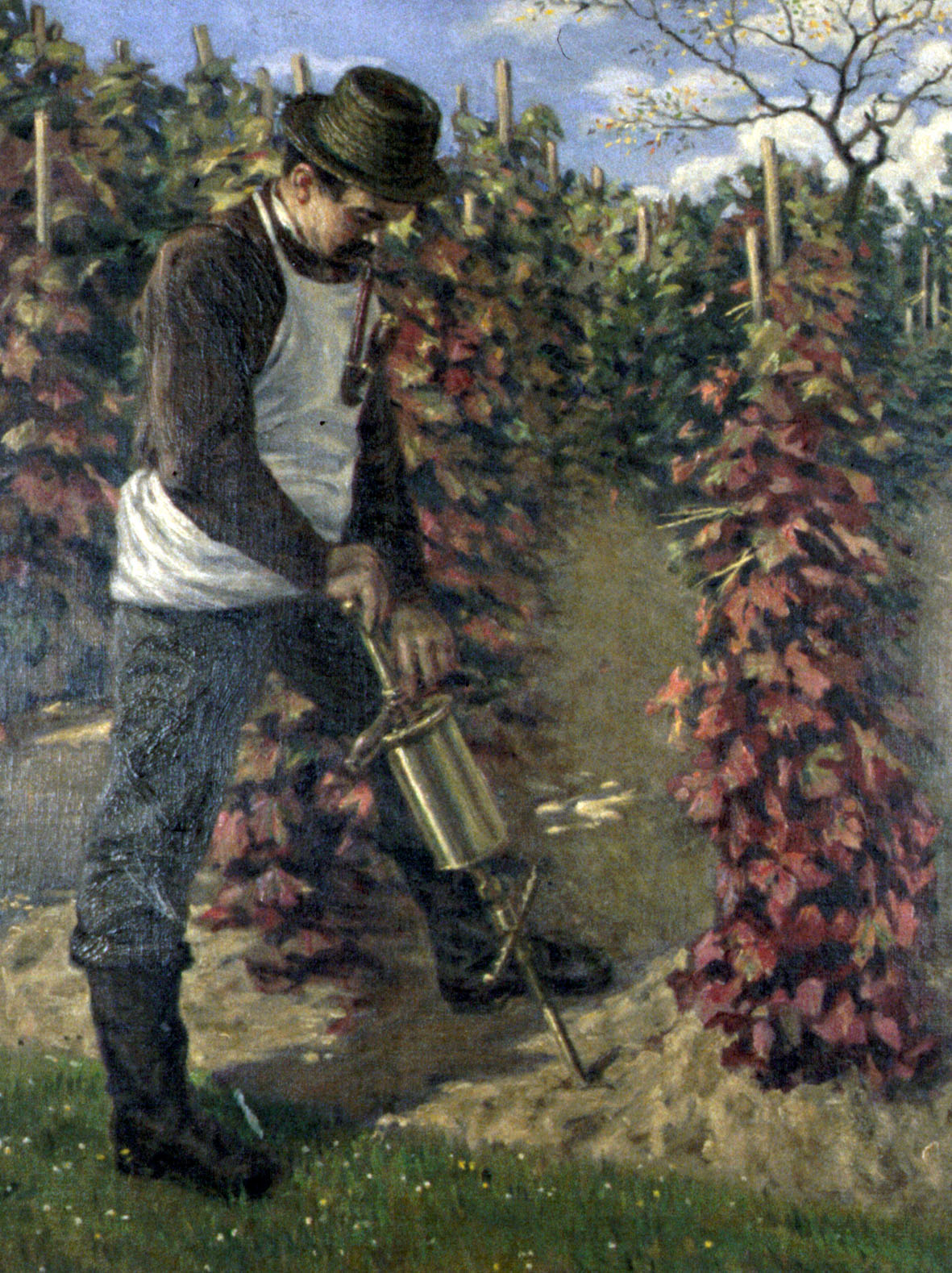
Reblausbekämpfung mit dem Schwefelkohlenstoff-Injektor, 1904

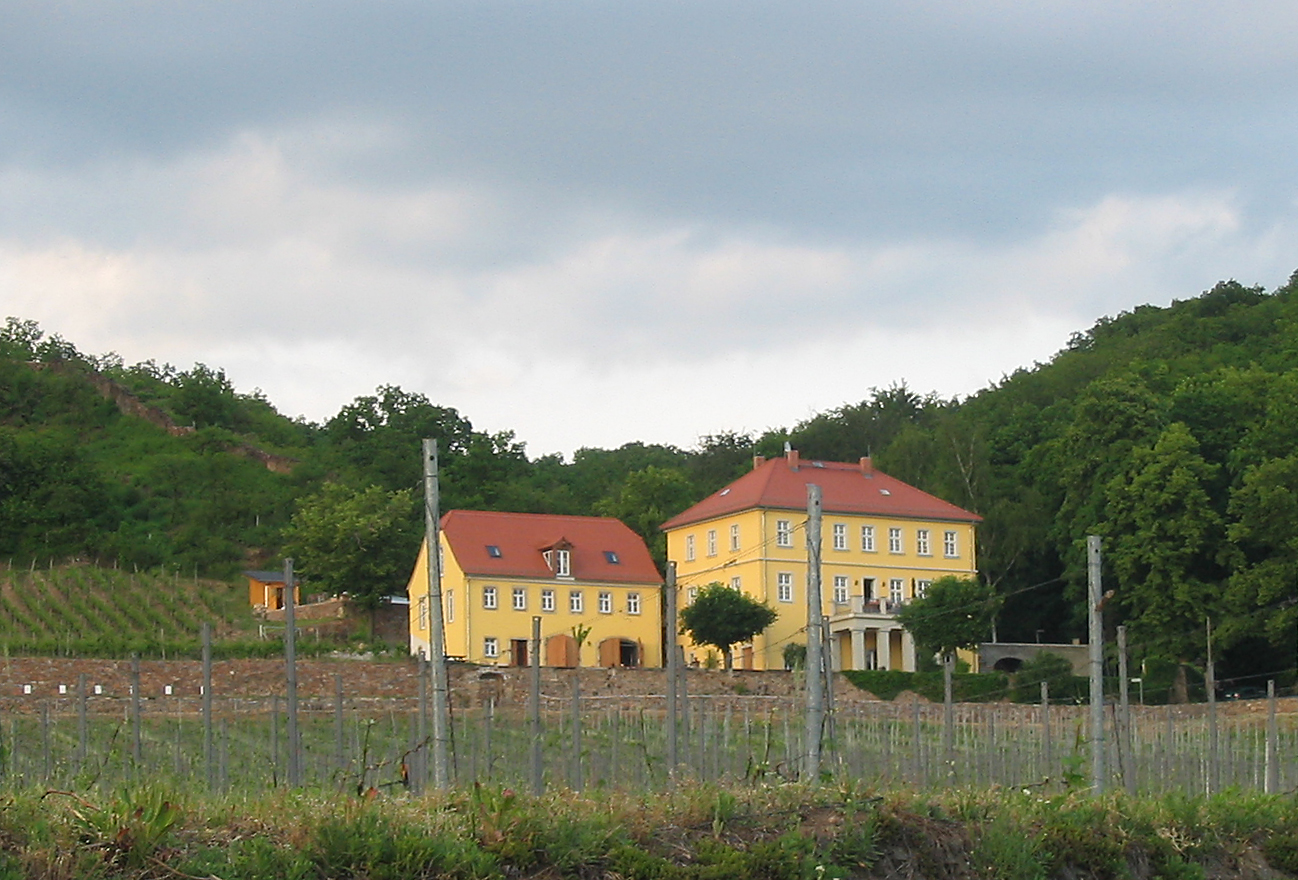
Zechstein: Herrenhaus mit neu aufgerebtem Weingarten davor, im Hintergrund die verbuschten und verwaldeten Weinberge.

Kriegszerstörungen ebenso wie Missernten (zum Beispiel durch die Kleine Eiszeit), Fernhandel fremder Weine und das Auftreten von Krankheiten (wie der Echte Mehltau um 1850) führten zum allmählichen Rückgang des Lößnitz-Weinanbaus über die Jahrhunderte. Hinzu kamen großflächige Probleme mit Schadinsekten, so 1844 durch die Weinmotte und 1847 durch den Rüsselkäfer. Die „Natur- und Weltbegebenheiten“ hielt der spätere Bergvoigt der Hoflößnitz, der Winzer Johann Gottlob Mehlig (1809–1870), akribisch in seinem die Jahre 1835 bis 1870 umfassenden fünfbändigen Tagebuch fest, das heute als regional- und witterungsgeschichtliche Quelle im Stadtarchiv Radebeul liegt.
Anfang der 1880er Jahre erreichte die Reblauskatastrophe auch die Lößnitz. Nachdem die um 1860 aus Amerika nach Europa gelangte Reblaus nach Sachsen eingeschleppt war, wurde sie in der Lößnitz erstmals 1885 festgestellt, als sie bereits große Teile des Rebenbestands befallen hatte. Lediglich der Johannisberg und der nahegelegene Eckberg nördlich von Wackerbarths Ruh’ blieben weitgehend verschont. Durch Roden und Verbrennen der Weinstöcke, der Bindepfähle und der in den Weinbergen stehenden Bäume sowie die Desinfektion des Bodens mit Hilfe von Schwefelkohlenstoff und Petroleum wurde die Reblaus bekämpft. 1886 wurde festgestellt, dass nicht nur die Maßnahmen erfolglos waren, sondern dass darüber hinaus der Boden hochgradig vergiftet war. In der Folgezeit verlor der Weinbau seine wirtschaftliche Bedeutung. Ein Teil der Flächen wurde in Erdbeer- und Pfirsichkulturen umgewandelt, der Rest verbuschte und verwaldete.
1885 gab es in der Ober- und Niederlößnitz noch etwa 150 Hektar Anbaufläche, durch die Reblauskatastrophe und ihre Bekämpfung ging die Anbaufläche bis 1910 auf ganze 10 Hektar Fläche zurück. Gleichzeitig erlebten die beiden Landgemeinden Niederlößnitz und Oberlößnitz einen enormen Bauboom sowie Bevölkerungszuzug durch das günstige Klima. Ein weiterer Teil der ehemaligen Anbauflächen wurde zu Bauland umgewandelt.
Im Jahr 1907 wurde durch die sächsische Regierung das gesamte sächsische Weinbaugebiet offiziell als durchgehend verseucht erklärt.

### Wiederaufbau

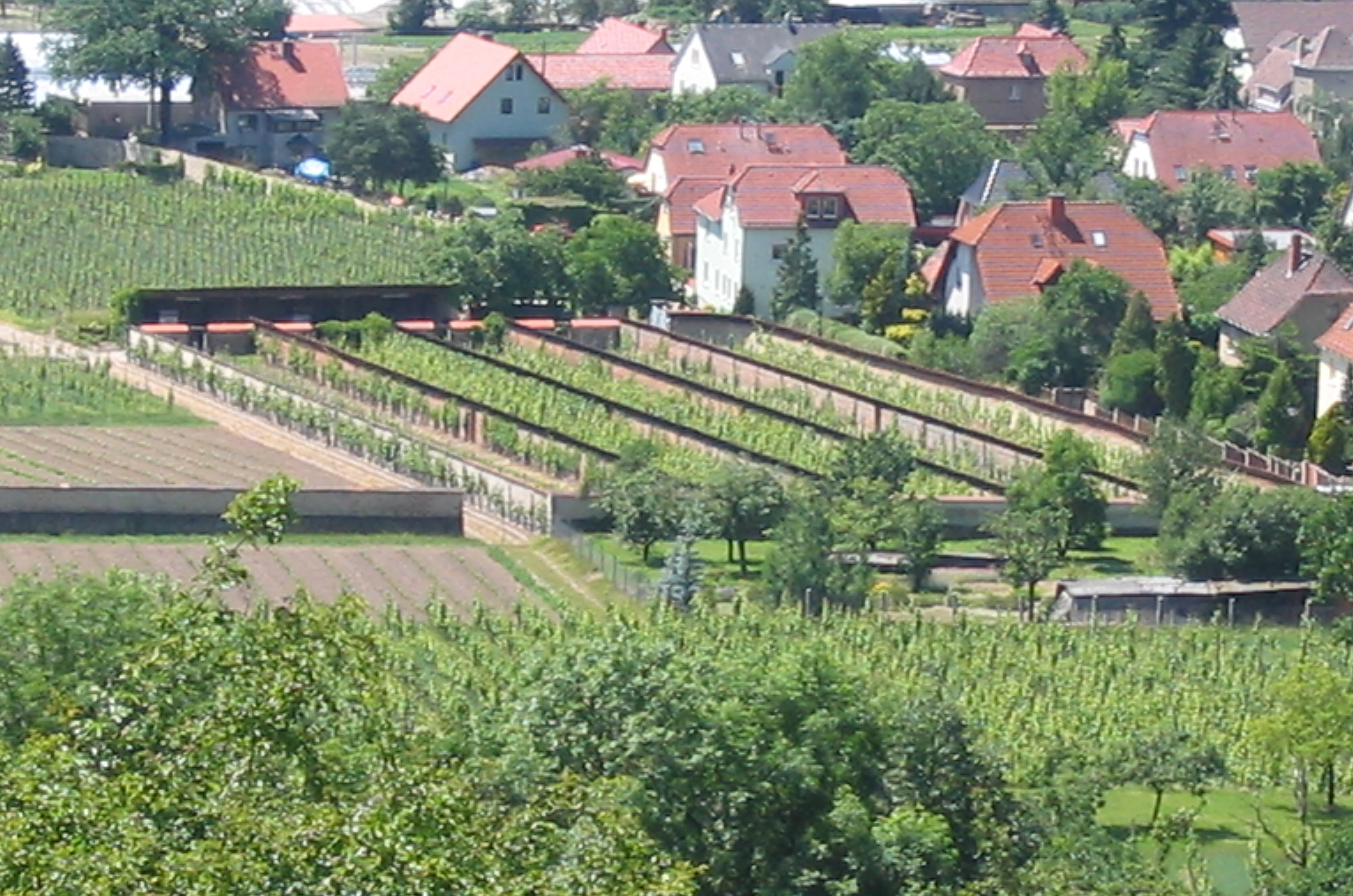
Talutanlage auf dem Krapenberg-Gelände, von der Spitze des Krapenbergs aus gesehen

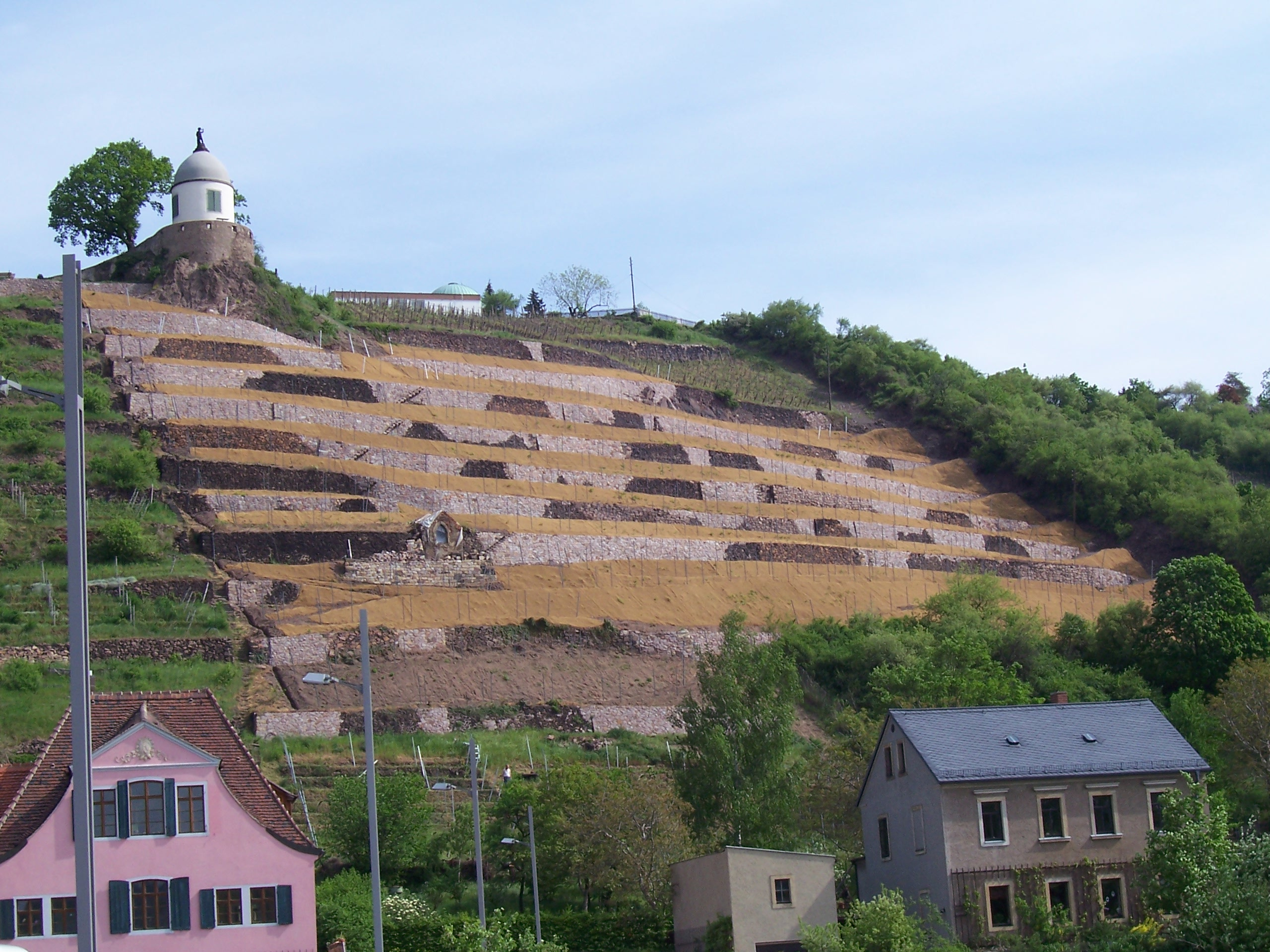
Fachgerechte Sanierung von Syenit-Trockenmauern im ehemals verbuschten Weinberg, Lage Radebeuler Steinrücken (2005)

Der Landwirtschaftsrat Carl Pfeiffer begann ab 1913 mit der 1905 eingeführten Pfropfrebe auf Basis amerikanischer reblausresistenter Wildreben eine erste Wiederaufrebung der Lößnitz; 1916 übernahm er die Leitung der bei der Hoflößnitz angesiedelten Rebenveredlungsstation, aus der 1927 die Weinbau-Versuchs- und Lehranstalt hervorging. Ebenfalls 1913 gründete sich als Nachfolger der Sächsischen Weinbaugesellschaft der Verein zur Hebung des Weinbaus in der Lößnitz, aus dem 1921 die neue Sächsische Weinbaugesellschaft hervorging. Aus dieser wiederum ging 1936 der Weinbauverband Sachsen hervor, dessen Leitung Carl Pfeiffer übernahm.
1938 wurde in der Hoflößnitz die Sächsische Weinbaugenossenschaft gegründet, die erst in Zitzschewig untergebracht war, bis sie 1940 nach Meißen umsiedelte. 1955 wurde daraus die Sächsische Winzergenossenschaft Meißen. Nach der Auflösung des Weinbauverbands Sachsen 1945 wurden die bestehenden Weinbaugemeinschaften der Vereinigung der gegenseitigen Bauernhilfe untergeordnet, es entstand das Volksweingut Lößnitz. Der Weinbau in der Region ging in den folgenden Jahren wieder zurück, ein Teil der Weinberge verbuschte zusehends. 1957 wurde in Zitzschewig die Rebenversuchsstation der DDR auf dem Krapenberg eingerichtet, die auch mit Hilfe der zu jener Zeit bereits 95 Jahre alten Talutanlage die Sortenprüfung von Beerenobst, Quitten und Pfirsichen sowie Aufgaben zur Erhaltung und Prüfung von Weinrebsorten vornahm.
Nach der politischen Wende 1990 gründete sich der Weinbauverband Sachsen neu. In der Lößnitz bestand eine seiner ersten Aufgaben in der Neuordnung der bestehenden Weinbergslagen. Seit 1991 ist der Verband ordentliches Mitglied im Deutschen Weinbauverband. Seit dieser Zeit wurden viele verbuschte oder sogar verwaldete Weinberge, auch als Kulturlandschaft, wiederbelebt. Dazu war häufig eine umfassende Sanierung vor allem auch der verfallenden Syenit-Trockenmauern notwendig. Heute sind wieder etwa 85 Hektar Weinanbaufläche in der Lößnitz zu verzeichnen. Die jahrhundertealte Kulturlandschaft mit ihrem Steillagenweinbau wird heute sowohl als Denkmalschutzgebiet Historische Weinberglandschaft Radebeul wie auch als Landschaftsschutzgebiet Lößnitz geschützt.

## Kulturgüter

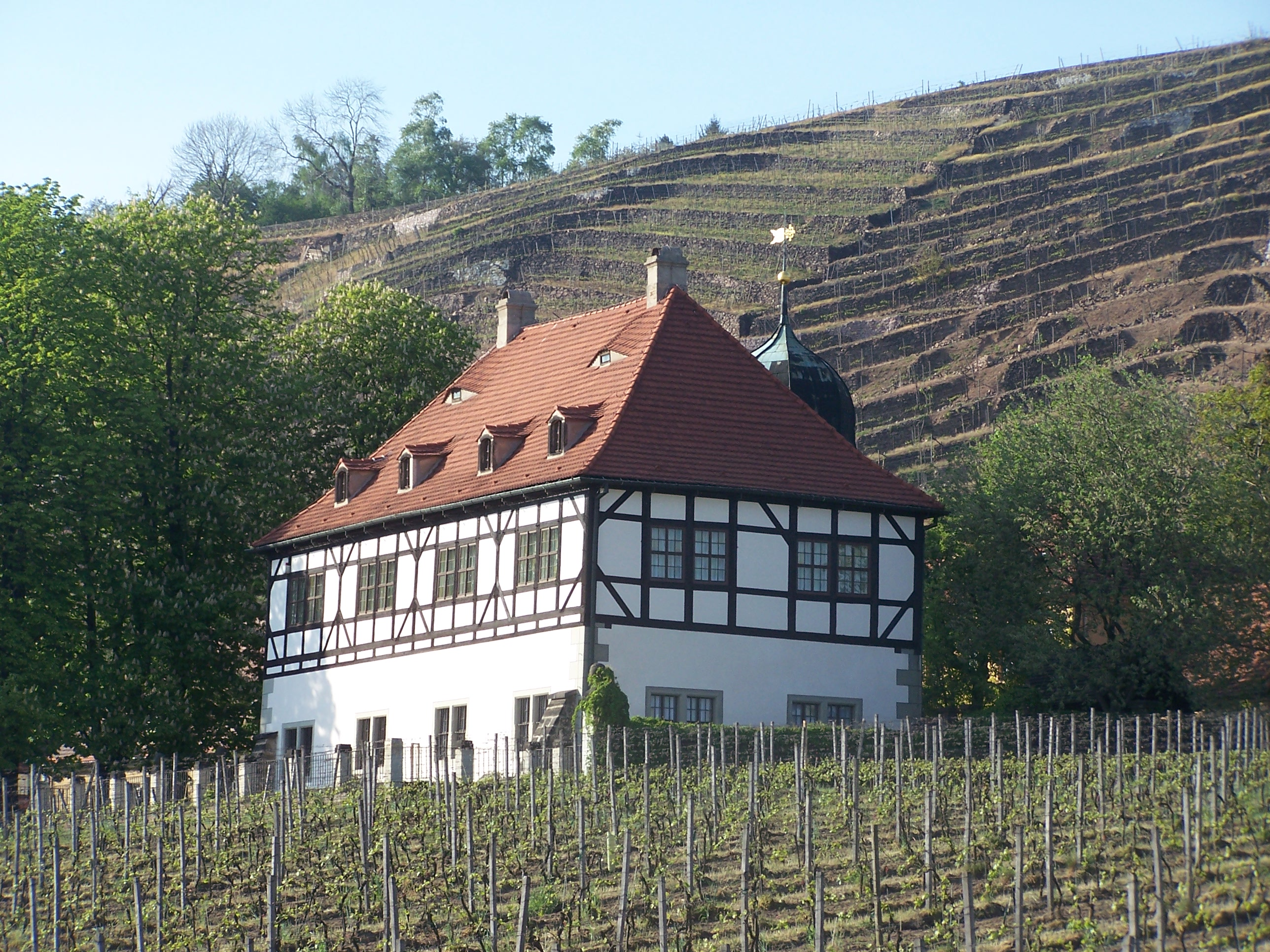
Schloss Hoflößnitz

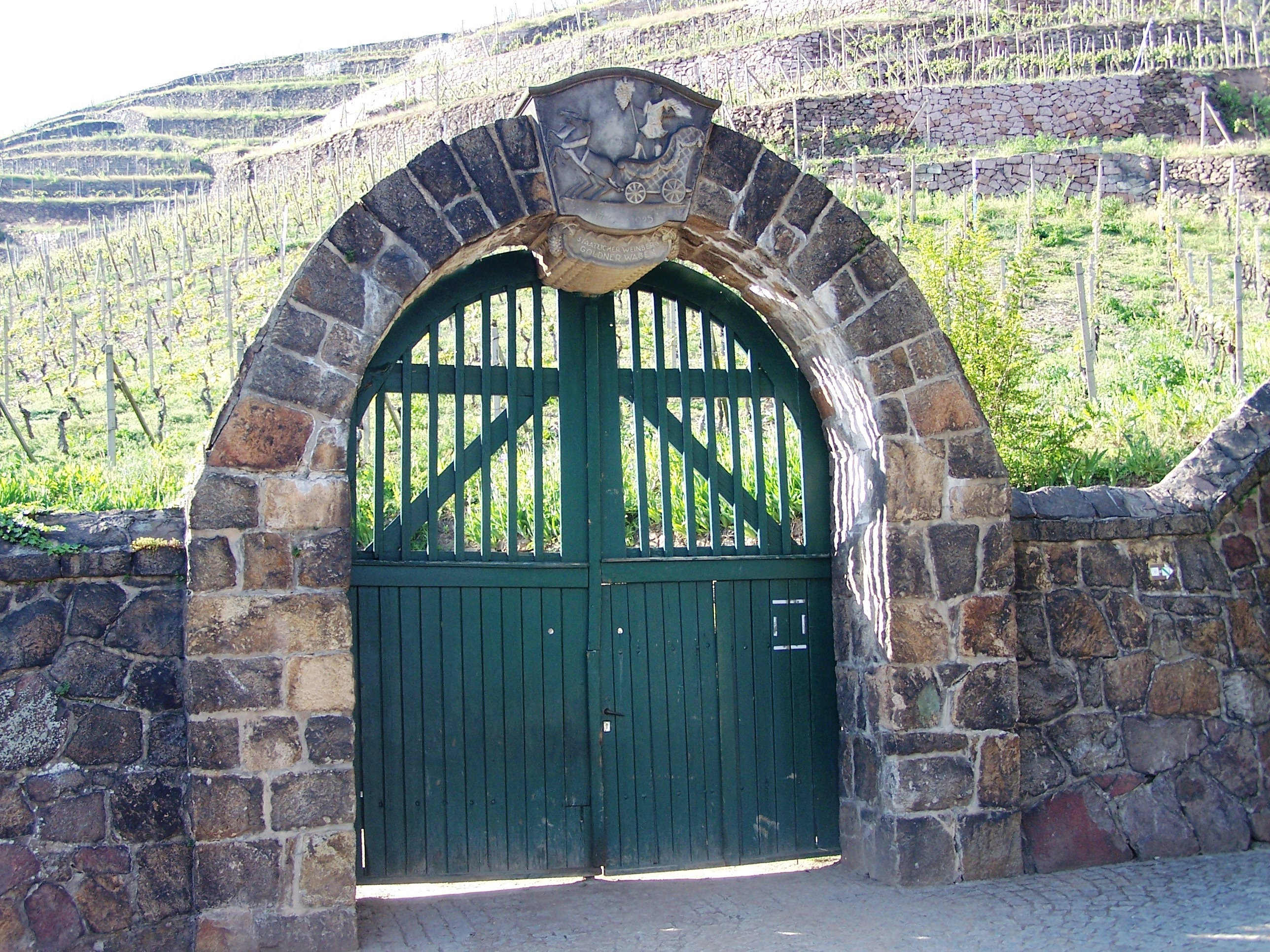
Das Weinbergtor zum Weinberg Goldener Wagen

Die Hoflößnitz, das Denkmalensemble im Goldenen Wagen, ist der ehemalige Kurfürstlich-Sächsische Weingutshof der Wettiner in der Lößnitz, seitdem ihn der Markgraf von Meißen Wilhelm I. der Einäugige 1401 übernommen hatte. Kurfürst Johann Georg I., der am 27. August 1645 in Kötzschenbroda den Waffenstillstand von Kötzschenbroda unterschrieb, baute 1650 das Schloss neben das Presshaus der Hoflößnitz. Hier feierten die Wettiner ihre Tanzfeste mit Weinausschank, so auch August der Starke.
Ein weiteres Kulturgut, das ursprünglich aus der Hoflößnitz stammt, ist die Sachsenkeule, die charakteristische Flasche für sächsischen Wein, ähnlich dem Bocksbeutel beim Frankenwein. Die ersten Sachsenflaschen wurden 1931 in grünem Glas ausgeliefert. Seit der Neubelebung dieser Tradition werden immer mehr sächsische Weine in einer braunen Sachsenkeule verkauft.
Hoflößnitz ist heute städtisches Weingut mit Weinbaumuseum, Weinkeller und Verkaufsstelle. Das Museum zeigt nicht nur die jahrhundertelange Geschichte des Weinbaus in der Lößnitz, sondern erinnert auch mit seiner Außenausstellung an die Aufbauarbeit von Carl Pfeiffer nach der Reblauskatastrophe. Von dort geht es am Eingangstor zum Weinberg Goldener Wagen vorbei zur Spitzhaustreppe, die auf die Weinberge der Lage Goldener Wagen führt.
Einmal im Jahr findet auf dieser der Spitzhaustreppenlauf über 397 Stufen statt. Er wird seit 2005 vom Veranstalter als der Sächsische Mt. Everest Treppenmarathon bezeichnet. 2011 traten bei dem Wettkampf über 700 Teilnehmer an.
Die jahrhundertealte Weinbautradition in der Lage Steinrücken wird durch das dort liegende Denkmalensemble Minckwitzscher Weinberg dargestellt. Auf dem Weingut war es auch, wo bereits 1827 die erste Schaumweinherstellung in der Lößnitz gelang. Später wurden die Lößnitzsekte durch die 1836 im Steinrücken als Fabrik für moussirende Weine gegründete, zweitälteste deutsche Sektkellerei Bussard weithin bekannt gemacht.

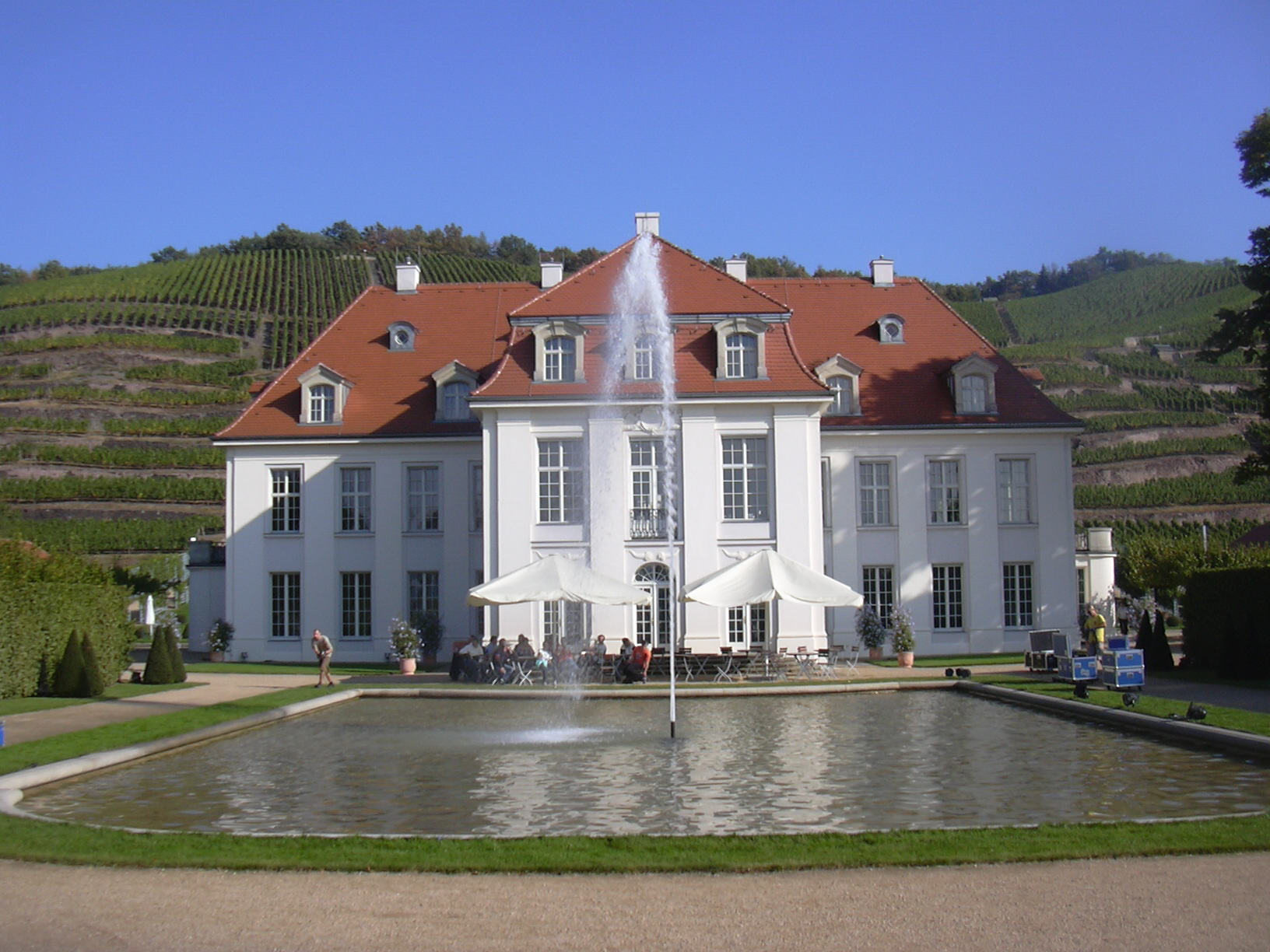
Schloss Wackerbarths Ruh’

Schloss Wackerbarth oder auch Wackerbarths Ruh’, das Denkmalensemble in der Lage Johannisberg, ist ein von Weinbergen umgebenes Barockschloss im Stadtteil Niederlößnitz von Radebeul an der Sächsischen Weinstraße nach Meißen, das als Sitz des Sächsischen Staatsweinguts dient. Der Generalfeldmarschall und Reichsgraf August Christoph von Wackerbarth erwarb 1727 die Bischofsberge sowie einige unterhalb dieser Weinbergsflächen gelegene Grünflächen. Auf diesen ließ sich der Kabinettsminister Augusts des Starken als Alterssitz zwischen 1727 und 1730 von dem Landesbaumeister Johann Christoph Knöffel das Schloss Wackerbarths Ruh’ nebst achteckigem Belvedere von Matthäus Daniel Pöppelmann und Französischem Garten erbauen.
In Fortführung der Tradition, die mit der 1836 gegründeten Sektkellerei Bussard begann, stellt Schloss Wackerbarth heute nicht nur Elbtalweine, sondern auch eigene Sekte her, beispielsweise unter den Namen Bussard, August der Starke oder auch Graf von Wackerbarth.
Weine wie Sekte stammen aus einer modernen Produktionsanlage, die den Radebeuler Bauherrenpreis 2004 und den Architekturpreis Wein 2007 erhielt. Die Verbindung von alter und neuer Baukultur machte Schloss Wackerbarth am 19. Oktober 2007 zum Verleihungsort des 2007 von der Sächsischen Akademie der Künste und der Sächsischen Landesstiftung Natur und Umwelt erstmals verliehenen Gottfried-Semper-Architekturpreis für nachhaltiges Bauen.
Die jahrhundertealte Weinbaugeschichte der Lößnitz wie auch der heutigen Stadt Radebeul wird durch viele bemerkenswerte Kulturgüter aufgezeigt, so wie sie in den drei Lagen Goldener Wagen, Steinrücken und Johannisberg im Einzelnen dargestellt sind.

## Sage „Die sonderbare Stiftung zu Kötzschenbroda.“

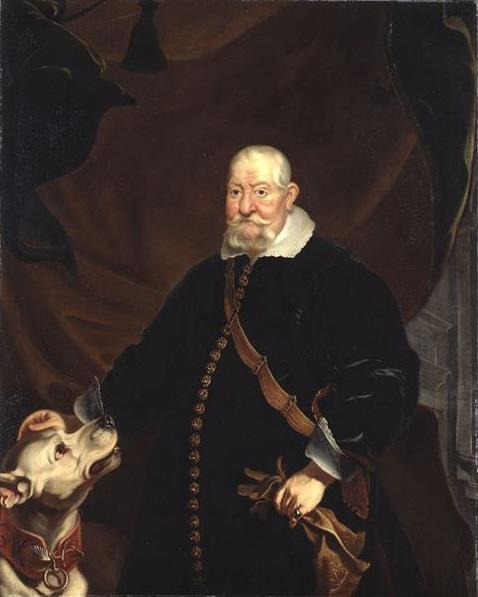
Johann Georg I. mit Hund, Porträt von Frans Luycx, 1652

„Während des 30jährigen Krieges verbrachte Churfürst Johann Georg I. seine Zeit auf dem Churfürstl. Weinberge der Hoflößnitz; in der Zeit seines dortigen Aufenthaltes liebte er es sehr viel Wein zu trinken. Seiner Gemahlin war dies anstößig, doch getrauete sie selbst sich nicht, ihm deshalb Vorstellungen zu machen. Sie ersuchte daher eines Tages den in Kötzschenbroda angestellten Pastor M. Augustin Prescher, doch einmal von der Kanzel herab eine Mahnung an den allergnädigsten Herrn ergehen zu lassen. Obschon derselbe dies sehr bedenklich fand, so ließ er sich doch endlich dazu bereden und sprach eines Sonntags »über die traurigen Folgen der Schwelgerei und Trunksucht«, und schloß mit den Worten: »unser gnädigster Herr trinkt zwar auch, aber er hat es dazu und es bekömmt ihm! Amen.« Nach der Kirche wird der Pastor zur Churfürstl. Tafel geladen; ihm, so wie seiner Gattin bangte es, wegen der Folgen seiner Ermahnung. Der Churfürst äußert indeß erst am Schluß der Tafel: »Herr Pastor, heut hat Er mir auch Eins auf den Pelz gebrannt.« »Ei,« erwiderte der Pastor, »das sollte mir leid thun, wenn es blos den Pelz getroffen hätte und nicht das Herz.« Auf diese offene Sprache erwiederte der Churfürst: »Herr Pastor! Er ist ein ehrlicher Mann, wären doch alle Geistlichen in meinem Lande der Art; bitte Er sich eine Gnade bei mir aus.« Als der Pastor Bedenken findet, deshalb sich Etwas zu erbitten, meint der Churfürst: »Er wolle, seine Dienstnachfolger sollten alljährlich 49 3/4 Kanne Wein aus seiner Kellerei erhalten, 50 Kannen werde zu viel sein.« Dieses Deputat wurde dem jedesmaligen Pastor zu Kötzschenbroda als Stiftung verabreicht und wird wahrscheinlich erst in der neuesten Zeit abgelöst worden sein, denn Pastor Trautschold erhielt es noch zur Zeit seines Abganges.“